# Stazione di Clock House
La stazione di Clock House è una stazione situata lungo la ferrovia Lewisham-Hayes, a servizio del quartiere di Beckenham, nel borgo londinese di Bromley.

## Movimento
Tutti i servizi per Clock House sono operati da Southeastern.

Il servizio normale consiste in:
- 2 treni all'ora verso nord con fermata in tutte le stazioni fino a Cannon Street;
- 2 treni all'ora verso nord con fermata in tutte le stazioni fino a Ladywell per proseguire senza interruzioni fino a London Bridge, Waterloo Est e Charing Cross;
- 4 treni all'ora verso sud con fermata in tutte le stazioni fino a Hayes.

## Interscambi
La stazione ferroviaria è a poca distanza dalla fermata di Beckenham Road della rete Tramlink. Inoltre, effettuano fermata alcune linee automobilistiche urbane, gestite da London Buses.
- Fermata tram (Beckenham Road, linea 2)
- Fermata autobus